# Alaska Railroad
Az Alaska Railroad (ARR) egy II. osztályú vasúttársaság, amely teher- és személyszállító vonatokat üzemeltet Alaszka államban. A vasút fővonala több mint 470 mérföld (760 km) hosszú, és a déli parton fekvő Seward és az állam központja és az északi sarkkör közelében fekvő Fairbanks között halad, áthalad Anchorage-on és a Denali Nemzeti Parkon, ahová a látogatók 17%-a vonattal érkezik. A vasútnak mintegy 656 mérföld (1056 km) vágánya van, beleértve a mellékvágányokat, pályaudvarokat és mellékvonalakat, beleértve a Whittierbe vezető ágat, ahol a vasút a Whittier kikötője és a Seattle-i Harbor Island között közlekedő vasúti uszályokon keresztül tehervagonokat cserél az Egyesült Államok határos területeivel.
A vasút építése 1903-ban kezdődött, amikor az Alaska Central Railroad megépítette a Sewardban kezdődő és 50 mérföld (80 km) északra húzódó vonalat. Az Alaska Central 1907-ben csődbe ment, majd 1911-ben Alaska Northern Railroad Company néven újjászervezték, amely a vonalat további 21 mérfölddel (34 km) észak felé hosszabbította meg. 1914. március 12-én az amerikai kongresszus beleegyezett, hogy finanszírozza a Sewardtól Fairbanksig tartó, minden időjárási viszonyoknak megfelelő vasútvonal építését és üzemeltetését, és megvásárolta a vasútvonalat a pénzügyi nehézségekkel küzdő Alaska Northern-től.
Miközben a kormány elkezdte a 35 millió amerikai dollárra becsült vasútvonal építését, a Ship Creek mentén egy építkezési várost nyitott, amelyből végül Anchorage, az állam mai legnagyobb városa alakult ki. 1917-ben a kormány megvásárolta a keskeny nyomtávú Tanana Valley Railroadot, főként a fairbanki vasútállomás miatt. A vasút 1923. július 15-én készült el, amikor Warren G. Harding elnök Alaszkába utazott, hogy Nenanában ünnepélyesen beüsse az arany sínszeget. A vasút tulajdonjoga 1985. január 6-án szállt át a szövetségi kormányról Alaszka államra.
2022-ben a rendszer utasforgalma 220 400 fő volt, ami 2023 első negyedévétől hétköznaponként körülbelül 200 fő. 2019-ben a vállalat 203,9 millió dolláros bevételből 21,6 millió dolláros nyereséget termelt, 1,1 milliárd dolláros teljes vagyonnal rendelkezett.

## Útvonalak és turizmus

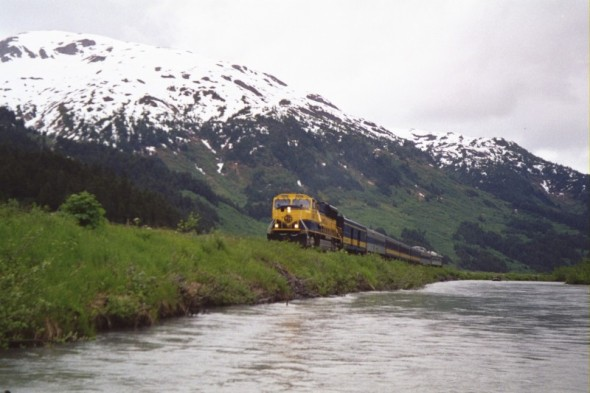
Az Alaska Railroad "Glacier Discovery" járata

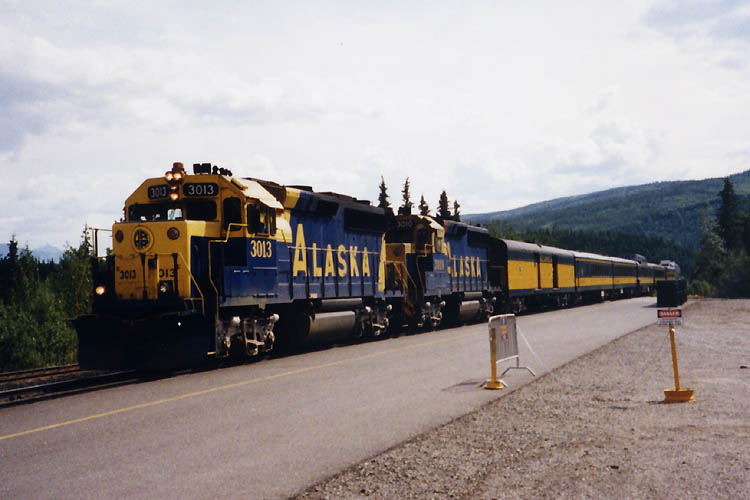
Egy személyszállító vonat Denali állomáson 1998 júliusában

A vasút nyáron jelentős turisztikai látványosság. A kocsik széles ablakokkal és kupolákkal rendelkeznek. A nagy hajótársaságok tulajdonában lévő magánvagonokat az Alaska Railroad saját kocsijai mögött vontatják, és az utazásokat különböző hajós utazási csomagok tartalmazzák.

## Vezetők

### A szövetségi tulajdon ideje alatti vezérigazgatók
- Col. Frederick Mears, 1919-1923 (eredetileg az Alaszkai Mérnöki Bizottság elnökeként a vasút vezetője volt)
- Col. James Gordon Steese, 1923-1923
- Lee H. Landis, 1923–1924
- Noel W. Smith, 1924–1928
- Col. Otto F. Ohlson, 1928–1945
- Col. John P. Johnson, 1946–1953
- Frank E. Kalbaugh, 1953–1955
- Reginald N. Whitman, 1955–1956
- John H. Lloyd, 1956–1958
- Robert H. Anderson, 1958–1960
- Donald J. Smith, 1960–1962
- John E. Manley, 1962–1971
- Walker S. Johnston, 1971-1975[6]
- William L. Dorcy, 1975–1979
- Steven R. Ditmeyer (Acting) 1979-1980
- Frank H. Jones, 1980–1985

### Az állami tulajdon ideje alatti elnökök
- Frank Turpin, 1985-1991[7]
- Robert Hatfield Jr., 1991–1997[7]
- Bill Sheffield, 1997–2001[7]
- Patrick K. Gamble, 2001–2010[7]
- Christopher Aadnesen, 2010–2013[8]
- Bill O'Leary, 2013–napjainkig[9]

### Általános források
- Alaska Railroad
  - Alaska Railroad: Corporate - Media (PDF). Alaska Railroad. [2013. december 21-i dátummal az eredetiből archiválva]. (Hozzáférés: 2013. december 19.)
- Surface Transportation Board, ALASKA RAILROAD CORPORATION--CONSTRUCTION AND OPERATION EXEMPTION--RAIL LINE BETWEEN EIELSON AIR FORCE BASE (NORTH POLE) AND FORT GREELY (DELTA JUNCTION), AK Archiválva 2016. március 3-i dátummal a Wayback Machine-ben, October 4, 2007

### Történelmi források
- (1909) „Geographical Record: America, Railroads In Alaska”. Bulletin of the American Geographical Society XLI (1), 28–29. o. (Hozzáférés: 2008. augusztus 14.)
- Alaskan Engineering Commission. Reports of the Alaskan Engineering Commission: For The Period From March 12, 1914 to December 31, 1915. Washington: Government Printing Office (1916)
- Alaskan Engineering Commission (1917–1918). „Official Publication Of The Alaskan Engineering Commission”. Alaska Railroad Record II (1–52). (Hozzáférés: 2009. augusztus 13.)
- Bernhardt, Joshua. The Alaskan Engineering Commission: Its History, Activities And Organization. New York: D. Appleton and Company (1922)
- Mears, Frederick (1917). „The Alaska Railroad”. Society of the Chagras, Year Book 1916-17, 193–200. o. (Hozzáférés: 2009. augusztus 14.)
- Steese, James Gordon (1914. január 1.). „Transportation Conditions In Alaska”. Review of Reviews XLIX (1), 58–64. o. (Hozzáférés: 2009. augusztus 14.)
- Taft, William Howard. Railway Routes In Alaska: Message From The President Of The United States Transmitting Report Of Alaska Railroad Commission. Washington: Government Printing Office (1913)
- Tuttle, Charles R.. Alaska: Its meaning To The World, Its Resources, Its Opportunities. Chapter XXI "Celebrating The Railway Victory". Seattle, Wash.: Frankline Shuey & Co., 172–185. o. (1914)
- Underwood, John Jasper. Alaska, An Empire In The Making. Chapter XVI "Transportation and Communication". New York: Dodd, Mead and Company, 198–221. o. (1913)
- U.S. House of Representatives. Railroads In Alaska: Hearings Before The Committee On The Territories, U.S. Congress, House Of RepresentativesOn The Bill H.R. 18526, To Construct A Railroad And Telegraph Line In The District Of Alaska, and The Bill H.R. 18533, To Aid In The Construction Of A Railroad And Telegraph And Telephone Line In The Territory Of Alaska, February 2, 6, and 9, 1905. Government Printing Office (1905)
- U.S. House of Representatives. Railroads In Alaska: Hearings Before The Committee On The Territories, U.S. Congress, House Of Representatives, 59th Congress, 1st Session. Government Printing Office (1906)
- U.S. House of Representatives. Railroads In Alaska: Hearings Before The Committee On The Territories, U.S. Congress, House of Representatives, January 24 and 29, 1907. Washington: Government Printing Office (1907)
- U.S. House of Representatives. Railroads In Alaska: Hearings Before The Committee On The Territories, U.S. Congress, House of Representatives, 60th Congress, 1st Session. Washington: Government Printing Office (1908). ISBN 9781357028893
- U.S. House of Representatives. The Building Of Railroads In Alaska: Hearings Before The Committee On The Territories, U.S. Congress, House of Representatives, Sixty-Third Congress, First Session, On Bills H.R. 1739, H.R. 1806 and H.R. 2145 (Part I). Washington: Government Printing Office (1913)
- U.S. House of Representatives. Construction of Alaska Railroad: Hearings Before The Committee On The Territories, U.S. Congress, House of Representatives, Sixty-Sixth Congress, First Session On H.R. 7417. Washington: Government Printing Office (1919)
- U.S. Senate. Railroad And Telegraph And Telephone Lines In Alaska: Hearings Before The Committee On Territories, United States Senate, On The Bills S. 6937 and S. 6980, February 10, 1905, Bill S. 191, January 27, 1906, Bill H.R. 18891, January 25, 1907, And Senate Document No. 167, Fifty-Ninth Congress, First Session. Government Printing Office (1905–1907)
- (1914. november 7.) „The Alaska Railroad”. Engineering & Mining Journal 98 (19), 846. o. (Hozzáférés: 2009. augusztus 14.)